# Istočno Novo Sarajevo
Istočno Novo Sarajevo (serbisch-kyrillisch Источно Ново Сарајево, „Ost-Neu-Sarajevo“) ist eine Verbandsgemeinde (opština) im Zentrum von Bosnien und Herzegowina. Sie befindet sich am südöstlichen Stadtrand der Hauptstadt Sarajevo und entstand 1992 während des Bosnienkrieges als Abspaltung der Vorkriegsgemeinde Novo Sarajevo. Sie liegt in der Republika Srpska direkt an der Entitätengrenze und ist ein Teil der Stadt Istočno Sarajevo. Der Sitz der Gemeinde ist im Ortsteil Lukavica.

## Geographie

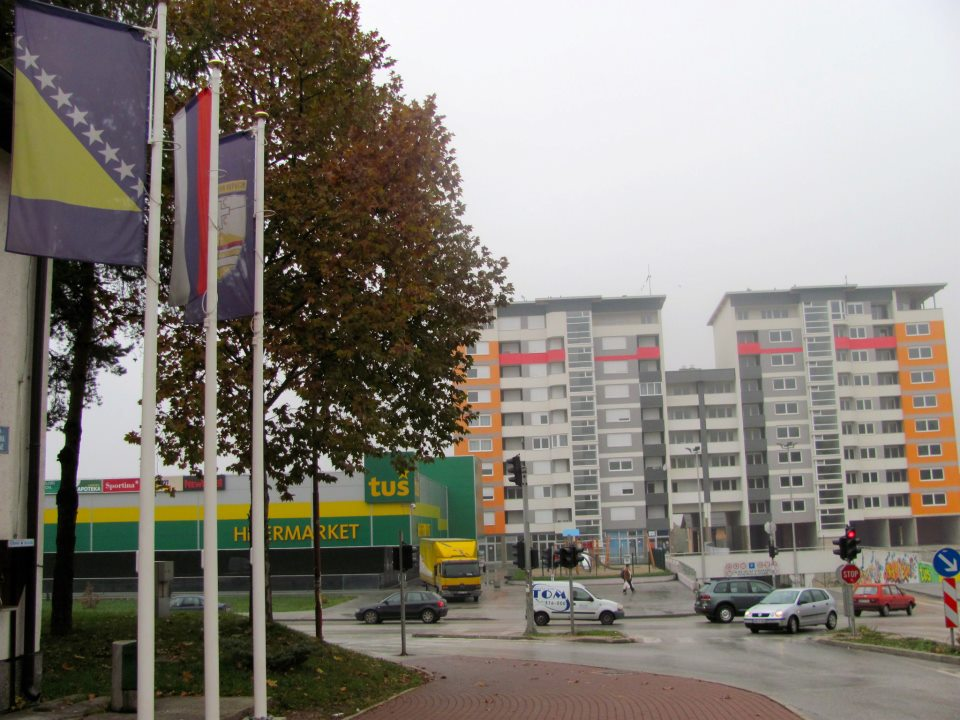
In Lukavica

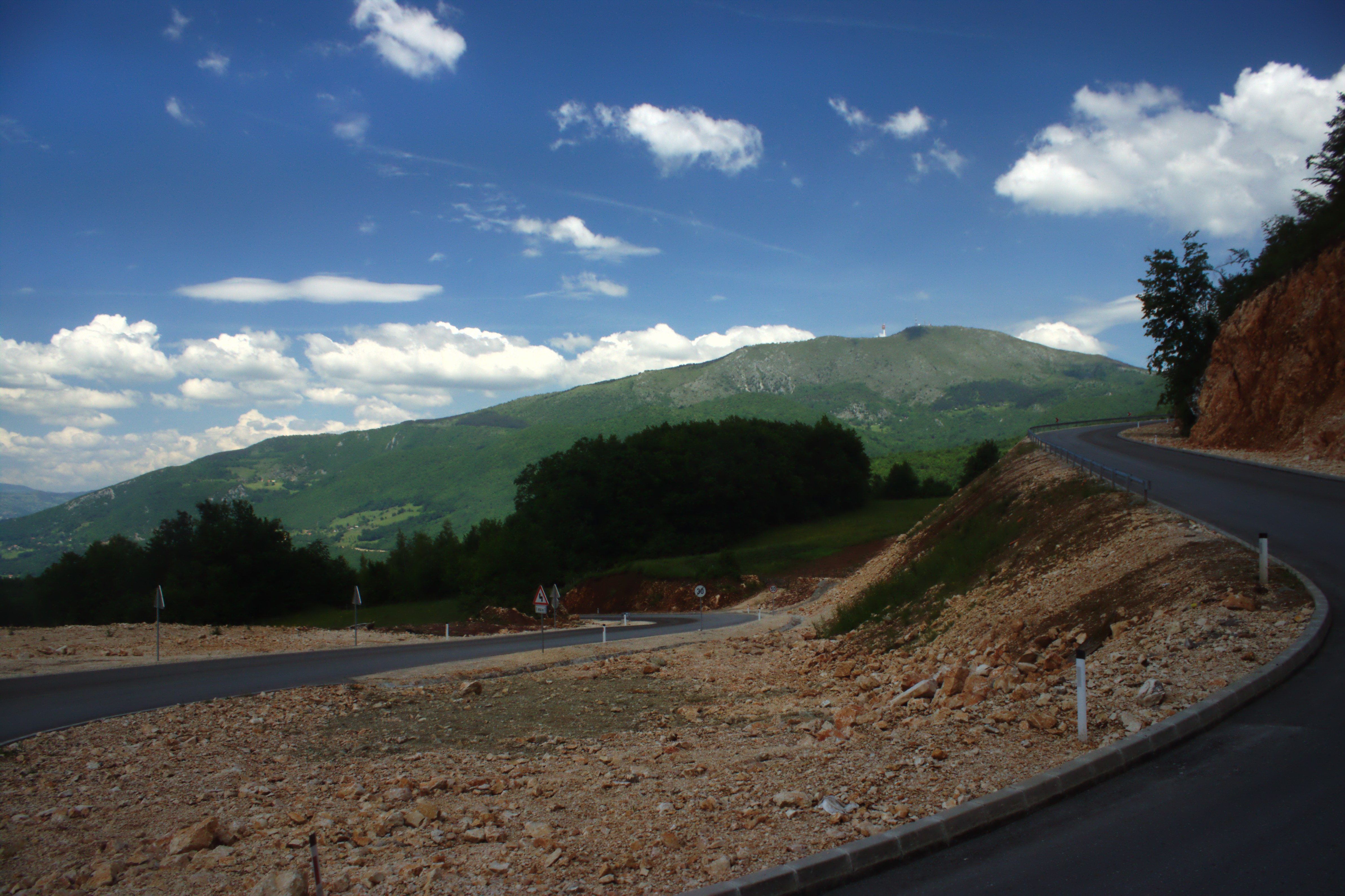
Die Straße R446a umgeht die Stadt Sarajevo und führt von Lukavica nach Pale

Das Gemeindegebiet besteht aus einem urbanen und einem ländlichen Teil. Ersteren bilden die von Plattenbauten geprägten Ausläufer der Sarajevoer Neustadt in Lukavica und Dobrinja, letzteren die Dörfer am Westhang des Trebević und der Jahorina. Der größte Teil der Gemeindefläche ist – trotz des Gemeindenamens – dünn besiedeltes, dicht bewaldetes Bergland.
Zu Istočno Novo Sarajevo gehören die Gemeindeteile Klek, Kozarevići, Lukavica, Miljevići, Petrovići, Toplik, Tvrdimići sowie ein Teil der Siedlung Novo Sarajevo.
Über die Straße R446a ist Istočno Novo Sarajevo mit dem östlichen Teil von Istočno Sarajevo um Pale verbunden.

## Geschichte
Die Ortsteile der heutigen Gemeinde Istočno Novo Sarajevo gehörten bis zum Beginn des Bosnienkrieges 1992 zur Verbandsgemeinde Novo Sarajevo. Während der Belagerung von Sarajevo waren die Ortsteile teils heftig umkämpft. Nach der Gründung der neuen Gemeinde hieß diese zunächst Srpsko Novo Sarajevo (Српскo Ново Сарајево, „Serbisch-Neu-Sarajevo“). Nachdem der bosnische Verfassungsgerichtshof 2004 ethnische Bezüge in Ortsnamen verbot, erhielt die Gemeinde ihren heutigen Namen.

## Bevölkerung
Zur Volkszählung 2013 hatte die Gemeinde 10.642 Einwohner. Davon bezeichneten sich 96,3 % als Serben, 1 % als Kroaten und 0,4 % als Bosniaken. 2,3 % gehörten keiner oder einer anderen Gruppe an. Bereits vor dem Krieg waren die ländlichen Gemeindeteile fast ausschließlich von Serben bewohnt.